# Mari Törőcsiková
Mari Törőcsiková (23. listopadu 1935 Pély, Maďarsko – 16. dubna 2021) byla maďarská divadelní, televizní a filmová herečka, věnovala se rovněž dabingu a namlouvání audioknih.
Narodila se jako Marianne Törőcsiková, jméno si zkrátila v počátcích herecké kariéry, aby si ji diváci nepletli s tehdejší hvězdou Marianne Krencseyovou. Její otec byl ředitel vesnické školy, za války byl v sovětském zajetí. Po jeho návratu Mari chodila na církevní internátní školu v Egeru, klavírní konzervatoř a střední ekonomickou školu, v roce 1958 absolvovala Filmovou a divadelní akademii v Budapešti. Byla stálou členkou souboru národního divadla Nemzeti Színház.
Jako studentka debutovala v roce 1955 ve filmu Zoltána Fábriho Kolotoč. Výrazné role ztvárnila také v dílech Služka, Ztracený ráj, Skřivánek, Ticho a křik, Měsíční dvůr, Mraveniště, Dny čekání, Kočičí hra, Elektra a její pravda a především v psychologickém historickém dramatu Kde jste, paní Déryová?, které v roce 1975 natočil její třetí manžel Gyula Maár. Za hlavní roli stárnoucí herecké hvězdy, která se musí vyrovnávat s problémy v uměleckém i osobním životě, obdržela Törőcsiková cenu za nejlepší herecký výkon na filmovém festivalu v Cannes. Za roli ve filmu Větroplach byla v roce 1960 oceněna na karlovarském festivalu, kde byla v roce 1992 členkou poroty, na Art Film Festu v Trenčianských Teplicích získala cenu Hercova mise.
Byla také uměleckou ředitelkou divadla v Györu, pedagožkou na budapešťské Filmové a divadelní akademii a předsedkyní Svazu maďarských herců. Byla jmenována národní umělkyní, získala dvakrát Kossuthovu cenu (1973 a 1999), velkou cenu Maďarské akademie umění (2017) a čestné občanství města Budapešť, je členkou elitní umělecké společnosti Halhatatlanok Társulatának.